# Castel Goring
Castel Goring (in inglese Goring Castle) è una casa di campagna inglese che si trova a nord ovest di Worthing nella contea del West Sussex, in Inghilterra, Regno Unito. Il complesso, che risale alla fine del XVIII secolo, viene considerato un monumento classificato di primo grado per il suo particolare interesse storico e architettonico.

## Storia

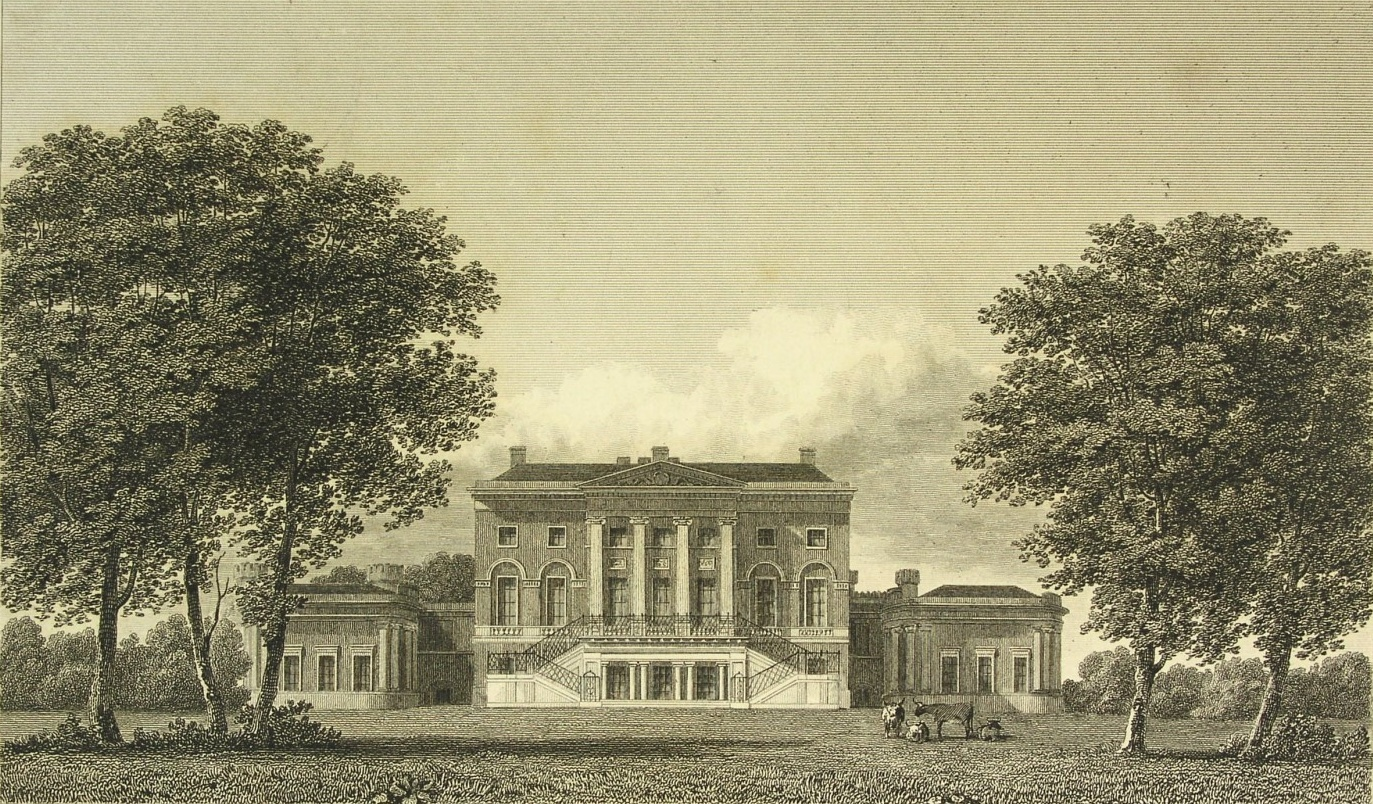
Castel Goring, vicino a Goring-by-Sea, West Sussex, Inghilterra, in una stampa del 1819

La grande casa di campagna fu costruita da Sir Bysshe Shelley che fu il primo baronetto del castello e nonno di Percy Bysshe Shelley. Il progetto per la costruzione fu affidato a John Rebecca che lo eresse negli anni tra il 1790 e il 1798, anche se venne ultimato vari anni più tardi, combinando vari stili contemporaneamente. Infatti per la facciata sud scelse lo stile palladiano mentre per quella a nord lo stile neogotico. La facciata sud viene accostata all'architettura delle ville vicino a Roma. Si ritiene che sia l'unica grande casa nel Sussex costruita dalla famiglia Shelley. L'intenzione era che la proprietà sarebbe stata la casa ancestrale della famiglia Shelley in cui avrebbe vissuto Percy Shelley. Tuttavia, dopo la sua tragica morte per annegamento all'età di 29 anni, questo non si materializzò mai. Nel 1825 l'edificio fu affittato al Sir George Brooke-Pechell, quarto baronetto di Paglesham e Lord of the Manor di Angmering, che fu anche membro del parlamento per Brighton dal 1835 al 1860. Scudiero della regina Vittoria, fu responsabile della creazione della leggendaria cupola, che è la più antica e la più grande in una residenza privata del paese. Si procurò inoltre in Italia, con una spesa enorme (circa 18 milioni di sterline), la scalinata a ferro di cavallo che fu aggiunta sul retro dell'edificio e che lo caratterizza. Nel 1835 Mary Shelley vendette la proprietà, che aveva ereditato dal suo defunto marito Percy Shelley, a Sir George. La figlia Adelaide, figlioccia della vedova di re Guglielmo IV, la regina Adelaide, da cui prese il nome, sposò Sir Alfred Somerset, vice tenente e giudice di pace per il Middlesex. La proprietà fu occupata dalla famiglia Somerset fino a quando non fu requisita durante la seconda guerra mondiale per essere utilizzata dall'esercito canadese. Dopo la guerra, il castello fu affittato per essere utilizzato come scuola di lingua, nonché per scopi residenziali e commerciali associati. La proprietà rimase alla famiglia Somerset fino a quando non fu venduta alla scrittrice e personaggio televisivo Lady Colin Campbell nel 2014.

## Descrizione

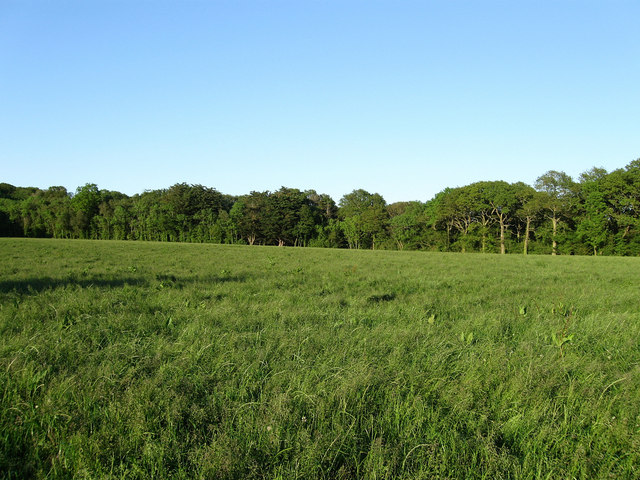
Parte della tenuta di castel Goring che si trova sul lato orientale del bosco

La casa di campagna inglese si trova in un ampio parco a nord ovest di Worthing nel West Sussex in Inghilterra, Regno Unito. La grande villa è caratterizzata dall'avere due facciate che, pur essendo state edificate nello stesso momento, presentano due diversi stili architettonici. La facciata sud è in stile palladiano mentre per quella a nord è in stile neogotico. La facciata sud è in mattoni gialli. La parte centrale di 3 finestre sporge leggermente con pilastri ionici stuccati e trabeazione e frontone con lo stemma Shelley nel timpano. Il resto della facciata ha una cornice che prosegue dalla parte centrale della casa e parapetto sopra, e finestre del primo piano in arcate con pannelli ad arco sopra e balaustra sotto. Al piano terra si trova il portico con 6 colonne doriche scanalate di fronte a 3 finestre centrali con 2 rampe di scale curve su entrambi i lati
con corrimano in ferro. Sopra c'è il balcone con ringhiera in ferro simile di fronte al piano nobile. La facciata nord gotica è in selce e arenaria. Centro ed estremità sporgono leggermente.
Al centro si trova la torre quadrata con parapetto alle estremità. Il grande portico è incassato al centro. Le scuderie presentano due torrette rotonde, la cucina ha una grande finestra in stile perpendicolare.

## Monumento classificato
Castel Goring a Worthing dall'11 ottobre 1949 viene giudicato una struttura di particolare interesse storico e architettonico in Inghilterra o Galles, classificata come monumento di primo grado.